# Laura Sam
Laura Sam (Totana, 1989), nombre artístico de Laura Soto Sobejano, es una poeta y rapera española.

## Trayectoria
Soto nació en Totana, en la Región de Murcia, en 1989, donde pasó su infancia y adolescencia. Es licenciada en Bellas Artes por la Universidad del País Vasco. En esta misma facultad realizó el Máster CERAF (Cerámica; arte y función). Desde 2012, reside en Bilbao.
Comenzó a estudiar Bellas Artes en Bilbao en 2012 y en esta ciudad inicia su andadura en el género performativo-literario spoken word. Es fundadora de Spoken Word Bilbao, un encuentro de poesía oral. Ha dirigido la 1.ª Muestra Internacional Spoken Word Bilbao dentro de la programación de Gutun Zuria (Festival Internacional de Literatura de Bilbao) e imparte talleres de expresión poética en el Museo de Bellas Artes de Bilbao. Si bien su formación se inicia como artista plástica, su trayectoria está más vinculada a la poesía oral y escrita. Ha participado en numerosos slam nacionales e internacionales. En 2012, se estrenó como directora de Poemátika, un festival derivado del Spoken Word Bilbao, que dirigió durante cinco años.
En 2021, participó en el Día Internacional del Libro en un acto organizado por el Instituto Cervantes, con el poema "La voz de los poetas" en el que homenajeaba el trabajo en la huerta y el campo murciano. Fue retransmitido por Radio 3 en el programa Hoy empieza todo y se viralizó, mostrando a través de sus versos un spoken word con acento murciano. Las letras de sus poemas abordan temas como la corrupción, el racismo, la pobreza o la salud mental.  A lo largo de su carrera en la poesía escénica ha sido invitada a recitar en escenarios nacionales e internacionales. Como en el Palazzo Grassi de Venecia al Centro de Cultura Contemporánea de Barcelona (CCCB),el Teatro Arraiga de Bilbao, el Teatro Fernán Gómez de Madrid o el Festival Literario Internacional FLUPP de Río de Janeiro.
También en 2021, sacó varios sencillos y, a partir de 2022, publicó con el artista vasco Juan Escribano el disco La voz en contra con el sello discográfico Osopolita. Al año siguiente, en 2023, publicó con el artista murciano Derek Van Den Bulcke el sencillo No eres libre. Ese mismo año publicó también con Juan Escribano en colaboración con el músico Abraham Boba Tampoco puede ser eterno, un tema que surge de una estrofa de un poema de Laura Sam. Además, ha actuado como invitada en varios conciertos del rapero Kase.O. Ha participado en varios festivales en España y ha sido telonera del cantautor Nacho Vegas.En 2013 actuó en Rock al Parque (Bogotá) en uno de los principales festivales gratuitos de América Latina.
En su faceta literaria, ha publicado dos poemarios: el primero de ellos titulado Incendiaria, en el que recogía sus primeros poemas orales como Laura Sam; y el segundo, Géiser, en 2020 publicado con el nombre de Laura Soto, en el que recopila piezas de sus recitales, guardando el formato sin comas para reproducir el ritmo del spoken word.

## Obra

### Literaria
- 2019 – Incendiaria. Editorial Arrebato. ISBN 978-84-943313-9-8.
- 2020 – Géiser. Editorial Ya lo dijo Casimiro Parker. ISBN 978-84-121574-3-7.

### Musical
- 2022 – La voz en contra.